# Coopérative U
Coopérative U (von 1982 bis 2024: Système U) ist ein genossenschaftlich organisiertes französisches Unternehmen, das als Dachverband die Einzelhandelsunternehmen Hyper U, Super U, U express, Marché U und Station U (Tankstellen) betreibt.

## Geschichte
Das Unternehmen geht auf  den Einzelhändler Auguste Juhel aus Savenay zurück, der 1894 verschiedene Einzelhändler der Region davon überzeugen konnte, sich zu einer Einkaufsgenossenschaft unter dem Namen Le Pain Quotidien (zu Deutsch: Das tägliche Brot) zusammenzuschließen. 1920 hatte die Genossenschaft schon 300 Mitglieder. Unter anderen aus dieser entstand 1922 der französische Verband der Einkaufsgesellschaften (Fédération Française des Sociétés d'Achats en Commun) mit 32 Genossenschaften, darunter die Union der Lebensmittelhändler der Oise, die 1924 die Handelsmarke UNICO (Union des Commerçants de l’Oise) eintragen ließ. Dieses Akronym wurde 1928 vom gesamten Verband für Lebens- und Haushaltsreinigungsmittel übernommen und als exklusive Handelsmarke eingetragen.

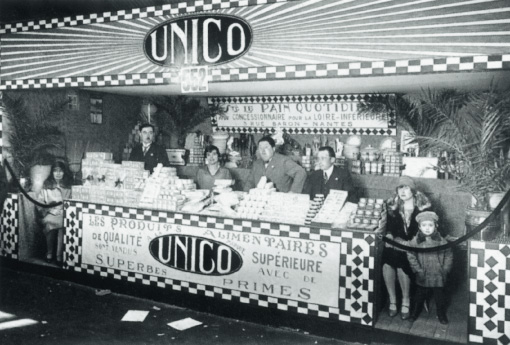
UNICO-Messestand (1928)

Um 1950 erreichte der Verband seinen Höhepunkt mit der Mitgliedschaft von über 10.000 Einzelhändlern, es folgte eine Phase von Meinungsverschiedenheiten, Abspaltungen und Konzentration. 1958 entstand aus Teilen des ehemaligen Verbands die Genossenschaftsgruppe UNICO mit der amtlichen Bezeichnung Union des commerçants détaillants indépendants (auf Deutsch: Union der unabhängigen Einzelhändler), die von nur noch 20 auf 110 Genossenschaften (1967) wieder wuchs. Ab 1962 wurden die Einzelhändler gebeten, die Händlermarke UNICO an ihren Geschäften anzubringen. 1975 entstanden moderne Supermärkte mit einer durchschnittlichen Verkaufsfläche von 1000 m² und mindestens 100 Parkplätzen.
Ab 1982 firmierte die Genossenschaftsgruppe als Système U mit dem großen, roten „U“ als Logo.

## Neuere Entwicklungen
Seit 2006 wird die Vermietung von Nutzfahrzeugen unter der Marke U Location angeboten. Seit 2008 können Mobilfunkverträge abgeschlossen werden, zuerst unter U Mobile, heute U Techno, mit dem zugrundeliegenden Anbieter Orange. Es folgte der Vertrieb von Eintrittskarten für Konzert-, Theater-, Kunst-, Sport- und andere Veranstaltungen unter der Marke U Billetterie.
Im Rahmen des Fipronil-Skandals 2017 veröffentlichte das französische Landwirtschaftsministerium eine Liste, in der Système U als einer der Vertreiber von kontaminierten Produkten auf Ei-Basis erscheint.
2019 hatte Système U 1559 Verkaufsstellen in Frankreich. Sie unterteilten sich in 762 Super U, 65 Hyper U, 341 U express, 5 Marché U, 395 Utile und 796 Station U. Système U platzierte sich damit als viertgrößtes Unternehmen dieser Branche. Es bestand 2017 eine strategische Partnerschaft mit E.Leclerc.
Système U ist außerdem in den französischen Überseegebieten Guadeloupe, Guyane, Martinique, Réunion, und Saint Pierre et Miquelon vertreten. Außerhalb Frankreichs befinden sich zudem U Supermärkte in Andorra, Monaco und Mauritius.

2024 schlug der Vorsitzende Dominique Schelcher der Gesellschafterversammlung vor, den Namen in Coopérative U zu ändern, um den kooperativen Charakter zu unterstreichen.

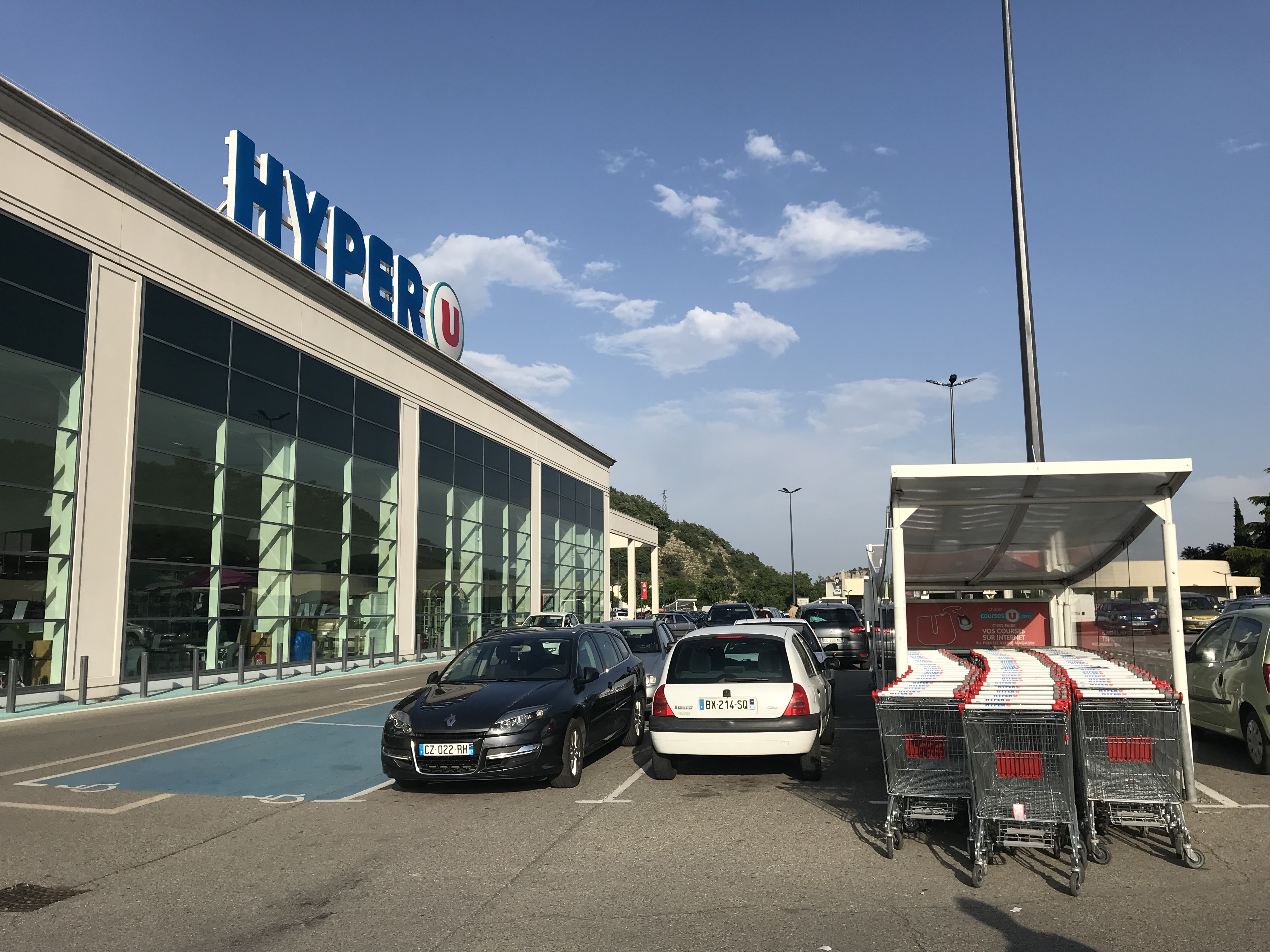
Hyper U Hypermarkt
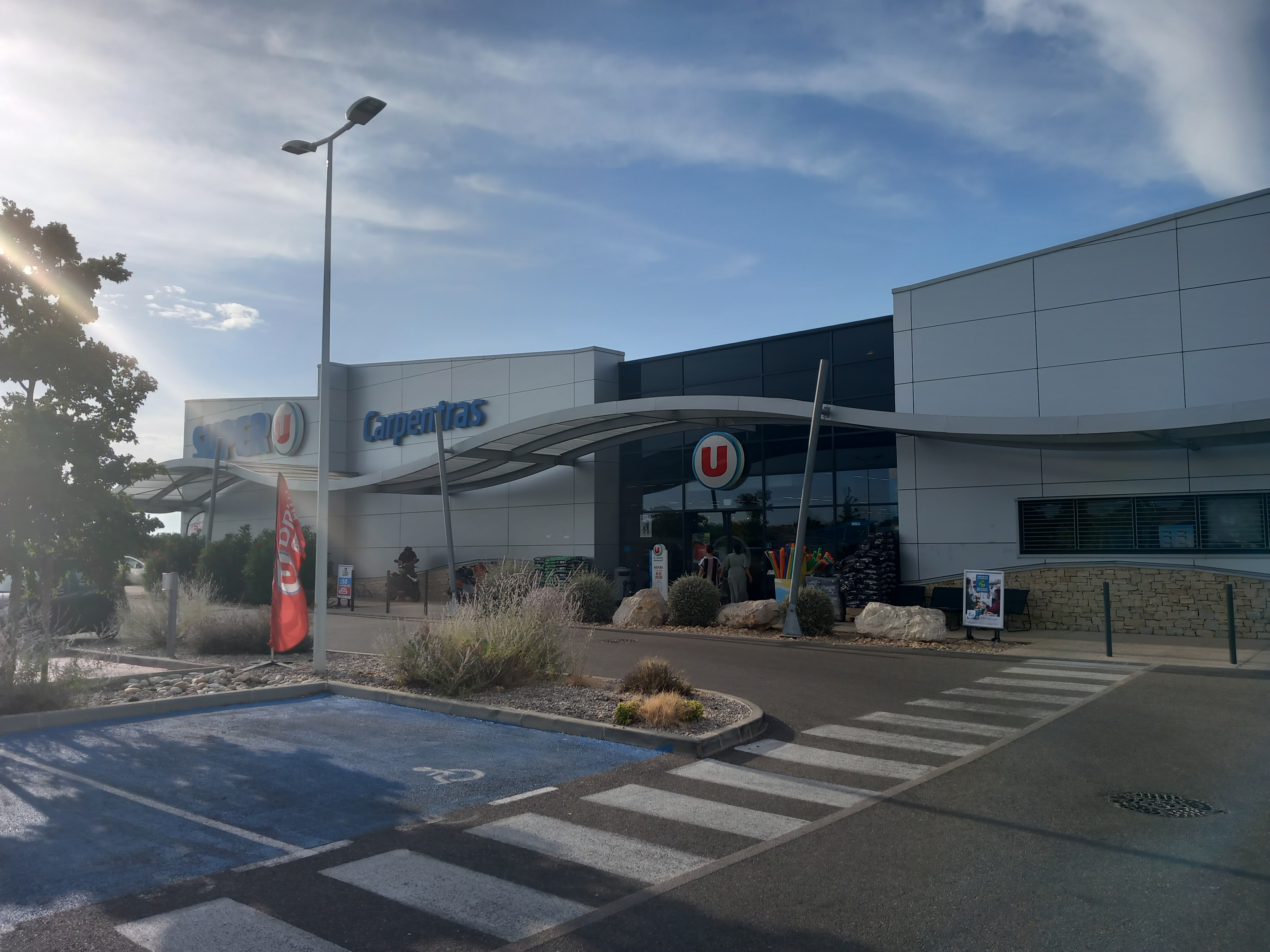
Super U Supermarkt
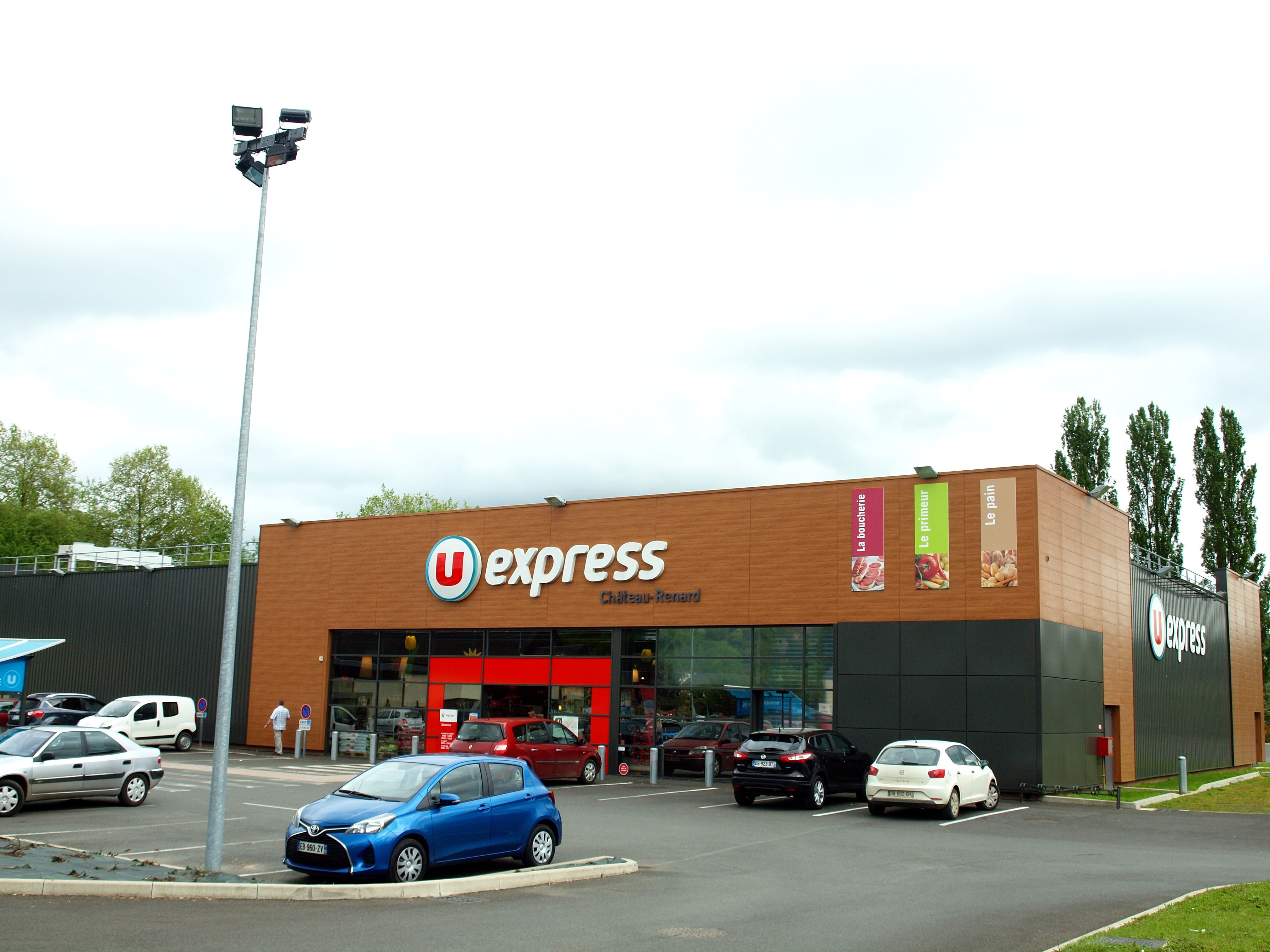
U express Supermarkt
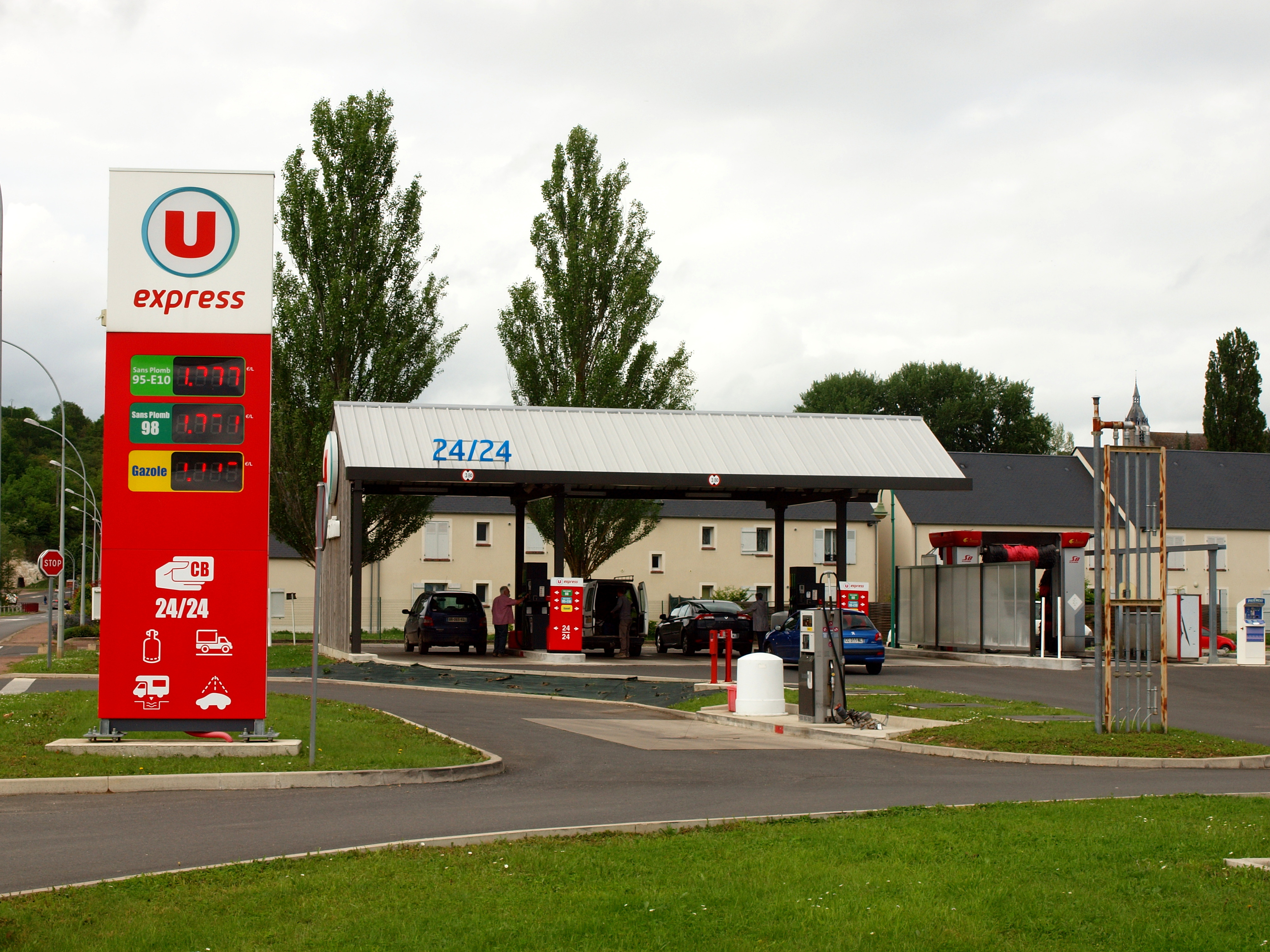
U express Tankstelle
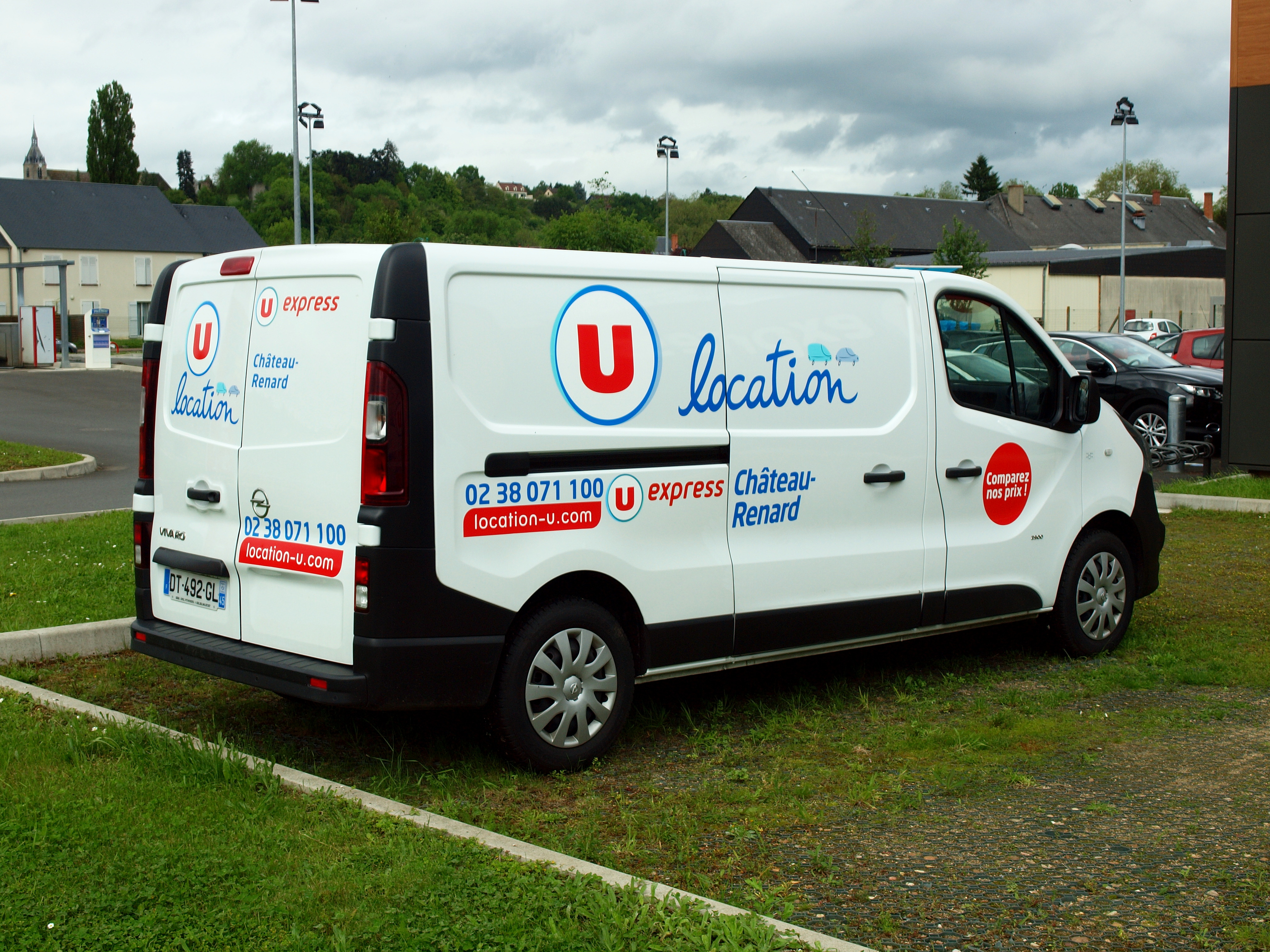
U Autovermietung

## Sponsoring
In den 1980er Jahren war das Unternehmen im Radrennsport bekannt als Hauptsponsor des Teams Système U von 1981 bis 1984 und von 1986 bis 1989 (ab dann Castorama-Team).